# Попович Дмитро Миколайович
Дмитро Миколайович Попович (нар. 7 листопада 1899, Онок, Австро-Угорщина — пом. 3 жовтня 1968, Хуст, СРСР) — український педагог, письменник, поет, громадський і церковний діяч.

## Життєпис
Народився Дмитро Попович в родині сільського коваля.
Навчався у Мукачівській та Будапештській гімназіях. Закінчив Будапештський богословський факультет.
З 1922 — викладач греко-католицької семінарії в Ужгороді.
З 1923 — активний член товариства «Просвіта».
З 1924 — викладач релігії, української мови, історії, географії, латині Хустської гімназії.
7 жовтня 1928 з отцями Августином Волошиним, Василем Гаджегою та Василем Ларом освятили Народний дім крайового товариства «Просвіта» в Ужгороді.
У 1930-х був прийнятий у Ватикані Папою Пієм ХІ. Йому особисто в руки вручив листа єпископа Мукачівської єпархії Петра Гебея з проханням для дітей верховинців, які навчаються в Хустській гімназії і мають велику потребу в інтернаті для постійного проживання, виділити певну грошову допомогу. Це клопотання було прийнято до уваги і 75 000 лір переадресоване для будівництва інтернату «Алумнеум» у Хусті.
У травні 1944 у румунському містечку Коложварі захистив наукову дисертацію і здобув звання доктора юридичних наук та канонічного права.
Гарно грав на клавірі (фортепіано), скрипці, домбрі, губній гармошці.
У 1949 р. за відмову перейти до православної церкви Дмитра Поповича було заарештовано й засуджено на 25 років.
1956 р. повернувся до Хуста, де останні роки життя змушений був важко заробляти на хліб насущний.
Його син Микола і внук поховані в Хусті. Похований на ужгородській калварії.
Дружив із художником Йосипом Бокшаєм та Степаном Шолтесом, композиторами Дезидерієм Задором та Іштваном Мартоном, хірургами Василем Гіріцом та Арсеном Ленчуром.

## Творчість
Автор книжок «Жіноче питання» (1923), «Молодим дівчатам» (1929), «Вам, солодкі молоді брати» (1926) «Світло в темноті» (1928).
Для церковних справ написав два підручники: «Історія церкви христової» (1925), «Апологетика» (1926), а також брошуру «На землі Кирила й Мефодія» (1926).
Підкарпатське общество наук у серії «Дитяча бібліотека» випустило книги Д.Поповича «Адам і інші оповідання» (1943) та «Будователі храмів» (1944), а в серії «народна бібліотека» — збірку оповідань «Із життя» (1943).
У журналі «Літературна неділя» (1943) були опубліковані оповідання «Клопота», «Марія» та «Повернулося щастя».
У серпні 2016-го, в Ужгороді, на Орлиній вулиці, 1, у видавництві Івана Ребрика «Гражда» вийшло літературно-художнє видання Дмитра Поповича «П'ять збірок» (невольнича муза).